# Храм Тихвинской иконы Божией Матери в Алексеевском
Храм Ти́хвинской ико́ны Бо́жией Ма́тери в Алексе́евском (Тихвинский храм) — православный храм в Москве, освящённый в 1680 году в честь Тихвинской иконы Божией Матери. Принадлежит Троицкому благочинию Московской епархии. Был построен на территории царского имения Алексеевского при Путевом дворце царя Алексея Михайловича, разобранном в начале XIX века. Храм никогда не закрывался.

## История

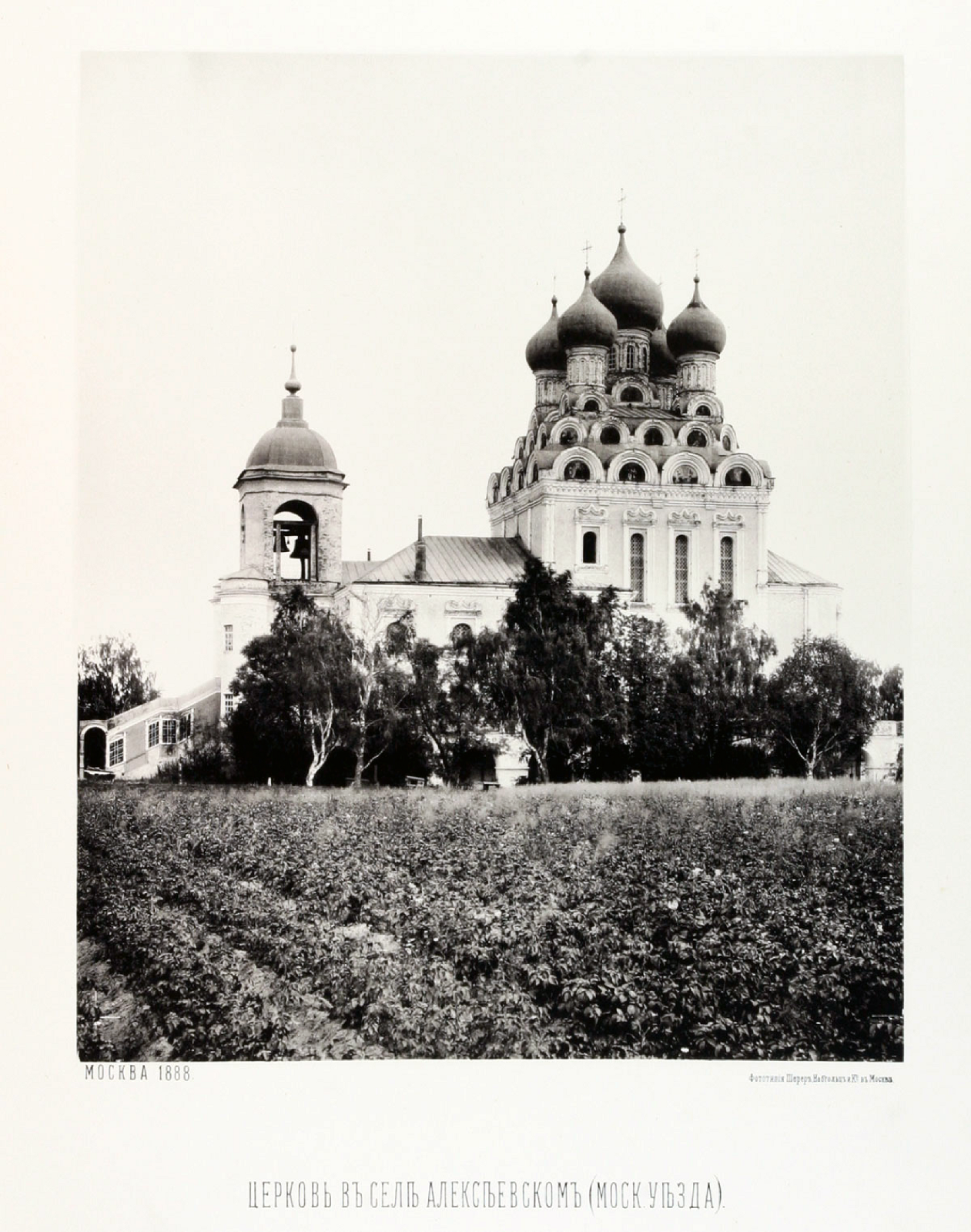
Тихвинский храм в Алексеевском, 1888 год

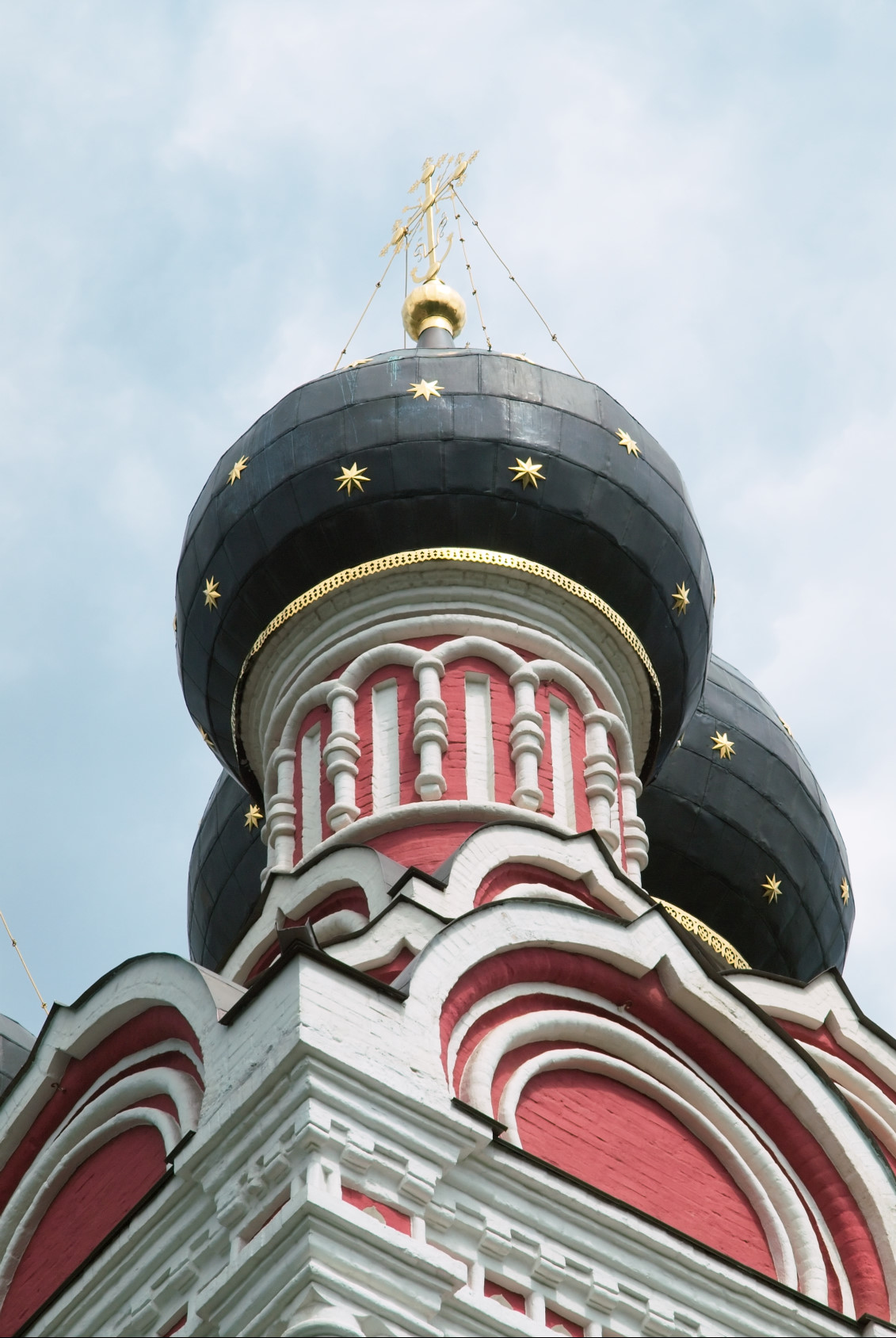
Декор главы и купола Тихвинской церкви, 2008 год

В XVI веке село близ речки Ретонки носило название Копытовка и относилось к вотчинным землям. Имение неоднократно меняло своих владельцев, и в 1621 году его пожаловали князю Дмитрию Трубецкому за военные заслуги при освобождении Москвы от польских интервентов. Вероятно, его усадьбу навещал царь Алексей Михайлович, который любил здесь охотиться, а также проезжал местность по дороге из Москвы в Троицкий монастырь. В 1646—1648 годах в честь тезоименного святого государя вдова Трубецкого Анна Васильевна поставила на территории села каменную церковь человека Божия Алексия. В дальнейшем поселение стали именовать по храму — Алексеевским. Предположительно, одновременно со строительством церкви по соседству с ней возвели государев путевой дворец, где Алексей Михайлович останавливался во время паломничеств и охоты. Новый комплекс объединили с храмом переходом. После кончины Анны Трубецкой во второй половине XVII века село перешло в собственность Дворцового ведомства как выморочное.
По указу Алексея Михайловича в 1676 году (по другим данным — тремя годами ранее) рядом приступили к строительству новой церкви в честь чудотворной Тихвинской иконы Божией Матери. По некоторым данным, в этот период реконструировали также старый Алексеевский храм. Комплекс освятили уже после смерти царя 31 октября 1680 года в присутствии патриарха Иоакима и государя Фёдора Алексеевича, который пожаловал священнослужителям список византийского письма с Тихвинской иконы Божией Матери. Оба храма села Алексеевского располагались на единой крытой галерее-паперти с арками и стояли на расстоянии двух саженей друг от друга. Они составляли единое композиционное целое с Путевым дворцом, который разобрали по ветхости до 1817-го. Однако существуют предположения, что он сильно пострадал в пожаре 1812-го.
Во время оккупации Москвы 1812 года храм был разграблен, трапезную переоборудовали под конюшню, а главное помещение — в склад. Вскоре после освобождения города император Александр I выделил на ремонт комплекса 18 тысяч рублей. В 1824 году обветшавший храм Алексия разобрали, его кирпичи использовали для строительства колокольни Тихвинской церкви. В этот же период начало действовать новое Алексеевское кладбище, первые захоронения на котором относятся к 1844-му. Однако ряд исследователей полагает, что существовавший ранее приходской погост также приписали Тихвинской церкви. На территории кладбища за апсидой храма расположена особо почитаемая могила иеромонаха Иннокентия (Орешкина).
В середине XIX века на средства купеческой семьи Константиновых в трапезной части устроили симметричные приделы преподобного Сергия Радонежского и святого Николая Чудотворца. Их иконостасы выполнили по проекту архитектора Михаила Быковского. Освящение помещений состоялось 23 мая 1848 года. Через тридцать шесть лет комплекс дополнили приделом Алексия, человека Божия, который освятили в честь существовавшей ранее Алексеевской церкви. Симметрично ему в 1917-м устроили придел мученика Трифона.
В апреле 1922 года из храма изъяли 58 бриллиантов и драгоценную церковную утварь общим весом 6 пудов. Колокола демонтированы не были, но ярус звона не использовали. Однако удалось сохранить большинство местных и перенесённых из закрывавшихся церквей икон. В этот же период в подклете здания разместили нижний храм (придел) Воскресения Словущего, иконостас для которого перенесли из неизвестной домовой церкви. Затем его ликвидировали, разместив здесь плодоовощную базу. В 1961 году это место заняли мастерские будущего церковного предприятия «Софрино», которое переехало из храма к 1980 году (окончательно к 1998 году) в одноимённый подмосковный посёлок.
В книге «Сорок сороков» историк Пётр Паламарчук упоминает легенду о своеобразном крестном ходе со списком Тихвинской иконы Алексеевского храма, который якобы совершили вокруг города на самолёте во время бомбардировок Москвы 1941 года. Однако историк Михаил Шкаровский полагает, что предание не основано на исторических фактах.
В 1954 году в храме провели полномасштабный ремонт. Через двадцать лет отреставрировали интерьер комплекса, во время работ раскрыли настенные росписи первой половины XIX века. 
К храму приписаны факультет православной культуры при Военной академии РВСН имени Петра Великого и часовня святителя Василия Великого при Всероссийском выставочном центре.

## Архитектура
Пятиглавый храм в стиле русского узорочья поставлен на высокий подклет и имеет увеличенные формы, благодаря чему вмещает до трёх тысяч человек. Главный четырёхугольный объём декорирован тремя сплошными рядами кокошников, на которые поставлены пять глав с куполами. В нижней части к нему примыкает обходная галерея, с запада он объединён с трапезной и двухъярусной колокольней. Изначально в трапезной был оборудован переход в Путевой дворец, заложенный позднее. Для удобства царской семьи в северной стене помещения обоустроили проход в закрытые моленные царя и царицы, декорированные сохранившимися изразцовыми печами и резными деревянными подсвечниками. Настенные росписи главного храма выполнили в первой половине XIX века артелью художников, предположительно под руководством Джованни Скотти. Тихвинская икона Божией Матери расположена в местном ряду иконостаса середины XVII века под специальным навесом. Также в церкви хранятся икона Богородицы «Прибавление ума», крест с частицами мощей Николая Чудотворца и точная копия пещеры Гроба Господня.

## Духовенство
- Иерей Филипп Пономарев — и. о. настоятеля
- Протоиерей Николай Диваков
- Иерей Михаил Уйбоайд
- Иерей Андрей Титушкин
- Иерей Константин Цветков[20]
- Протодиакон Василий Куфлик[21].